# Stavolo
Lo stàvolo è una costruzione rurale di montagna, tipica della Carnia e del Canal del Ferro, territori alpini della regione Friuli. Deriva dal latino stabulum, da cui anche "stalla" (dal plurale stabula), "stabbio" e altri lemmi che indicano un ricovero per animali domestici: infatti in friulano è denominato stali, che corrisponde al maschile di stale ossia "stalla".

## Descrizione

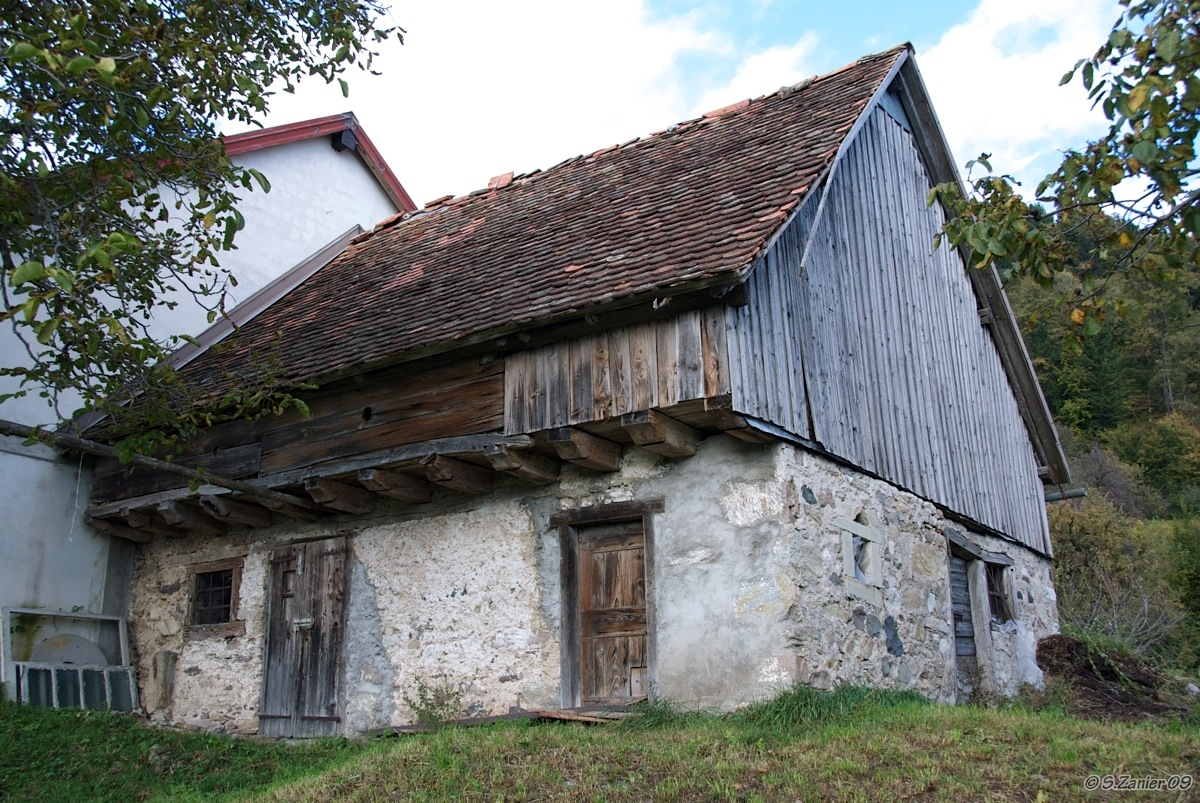
Stavolo in località Bolgjarin (Arta Terme)

Distinti dalle malghe e casere, che generalmente si trovano a quote superiori, gli stávoli - furono in origine costruiti in legno che fu in seguito affiancato dalla pietra. Erano utilizzati dai pastori per alloggiarvi, in caso d'intemperie, le proprie greggi o mandrie che portavano al pascolo nella bella stagione. Il loro uso era notevole nel XIX secolo e ancora diffuso nel primo '900. Sono anche utilizzati per immagazzinare il fieno ricavato dallo sfalcio dei prati alpini: tale fieno, nei mesi invernali quando la neve è abbondante, viene caricato su slittini (in friulano lis cjarozulis oppure lis lugis) e, lungo piste ben tracciate (simili a quelle sportive, coi margini rialzati), calato a valle. 
Si possono trovare edifici più essenziali ad un solo piano o a due piani. In questi ultimi stávoli, il piano terra accoglieva gli animali (ovini, caprini, equini e successivamente sempre più i bovini), quello superiore era adibito a provvisorio alloggio per l'uomo, e principalmente anche per l'alimentazione dei bovini (fieno).
Gli stàvoli sono solitamente edifici isolati, ma non mancano casi di "agglomerati" di due, tre o più costruzioni vicine, come appunto Stavoli (Stai di Muec), frazione di Moggio situato a circa 600 m s.l.m.